# Buccinum sericatum
Buccinum sericatum är en snäckart som beskrevs av Hancock 1846. Buccinum sericatum ingår i släktet Buccinum och familjen valthornssnäckor. Inga underarter finns listade i Catalogue of Life.